# North Charleston Coliseum
 (avril 2025).
Le North Charleston Coliseum est une salle omnisports située à North Charleston, dans l'État de Caroline du Sud aux États-Unis.

## Configuration
En configuration aréna, sa capacité est de 10 537 places, de même que pour le football américain en salle. Elle est de 11 475 places pour les matches de basket-ball. Pour d'autres évènements, sa capacité est évolutive : de 5 970 à 13 295 places.

## Équipes résidentes
Depuis 1993, la salle est le domicile des Stingrays de la Caroline du Sud (depuis 1993), équipe de hockey sur glace qui évolue en ECHL mais également des Buccaneers de Charleston Southern, équipe évoluant dans le championnat NCAA de basket-ball.